# Dub cesmínolistý
Dub cesmínolistý (Quercus ilicifolia) je opadavý keř nebo strom dorůstající výšky 8 metrů. Pochází z východních oblastí USA a v Česku je zřídka pěstován jako parková dřevina.

## Popis
Dub cesmínolistý je opadavý keř nebo strom dorůstající výšky kolem 8 metrů. Borka je tmavošedá, tenká, šupinovitá a mělce podélně brázditá. Letorosty jsou hnědé nebo žlutohnědé, chlupaté. Řapík bývá 10 až 25 mm dlouhý. Koncové pupeny jsou tmavě červenohnědé, vejcovité, 2 až 4,5 mm dlouhé, na vrcholu pýřité. Listy jsou vejčité, eliptické až obvejčité, na bázi klínovité až tupé, na vrcholu špičaté, se 3 až 7 zašpičatělými laloky a 5 až 14 osinami. Čepel listů je 5 až 12 cm dlouhá a 3 až 9 cm široká. Listy jsou na líci tmavě zelené, lesklé a lysé, na rubu světle zelené až sivé a chlupaté. Žaludy dozrávají druhým rokem, jsou vejcovité až téměř kulovité, 10 až 16 mm dlouhé a 8 až 11 mm široké, do 1/4 až 1/2 kryté miskovitou až pohárkovitou číškou. Číška je na vnější straně pýřitá, na vnitřním povrchu chlupatá. Žaludy jsou hořké. 

## Rozšíření
Dub cesmínolistý je rozšířen ve východních oblastech USA. Roste v nadmořských výškách 0 až 1500 metrů. Je to pomalu rostoucí a poměrně krátkověký dub, preferující půdy bez vápníku. Roste i na chudých a suchých půdách. V oblastech společného výskytu se kříží s jinými duby ze sekce Lobatae, zejména s dubem celokrajným (Q. imbricaria), dubem šarlatovým (Q. coccinea), dubem srpovitým (Q. falcata), dubem marylandským (Q. marilandica), dubem vrbolistým (Q. phellos), dubem červeným (Q. rubra) a dubem sametovým (Q. velutina).

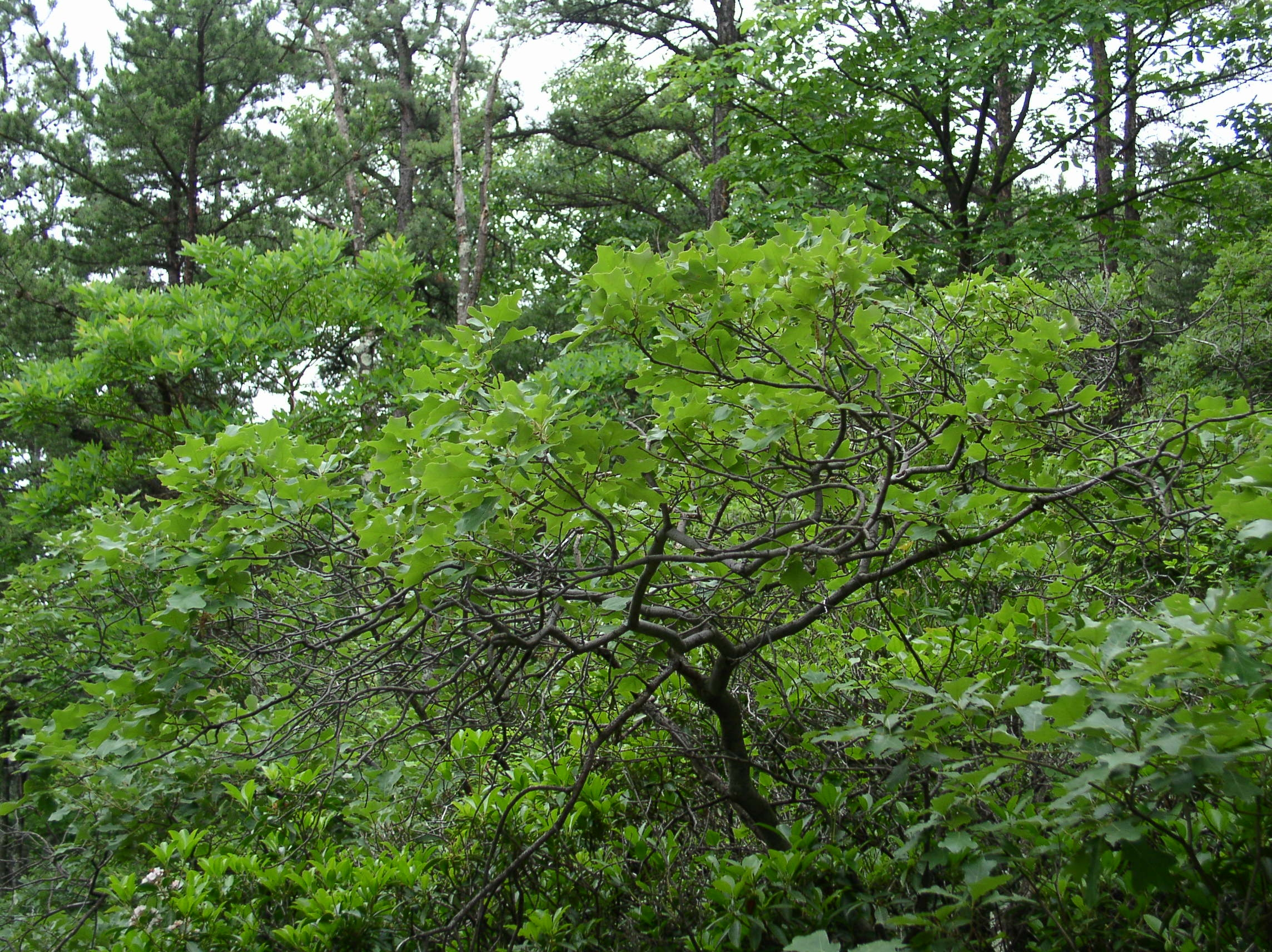
Dub cesmínolistý
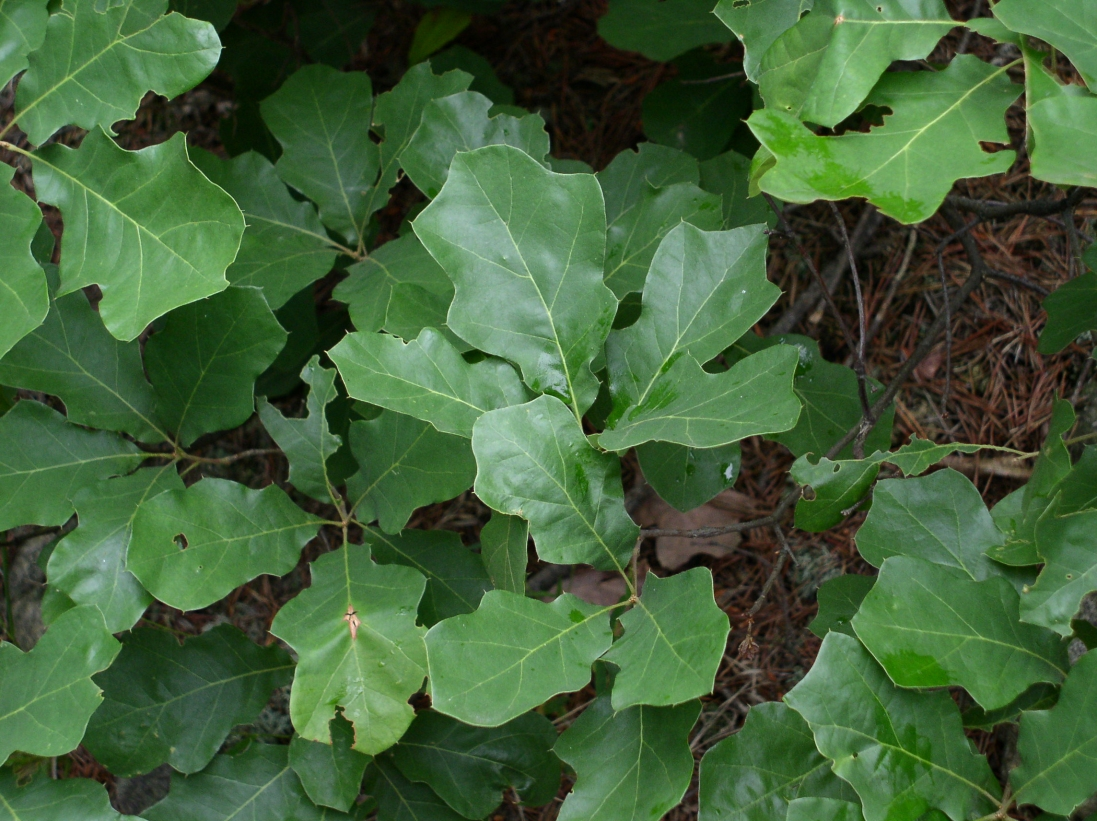
Listy dubu cesmínolistého
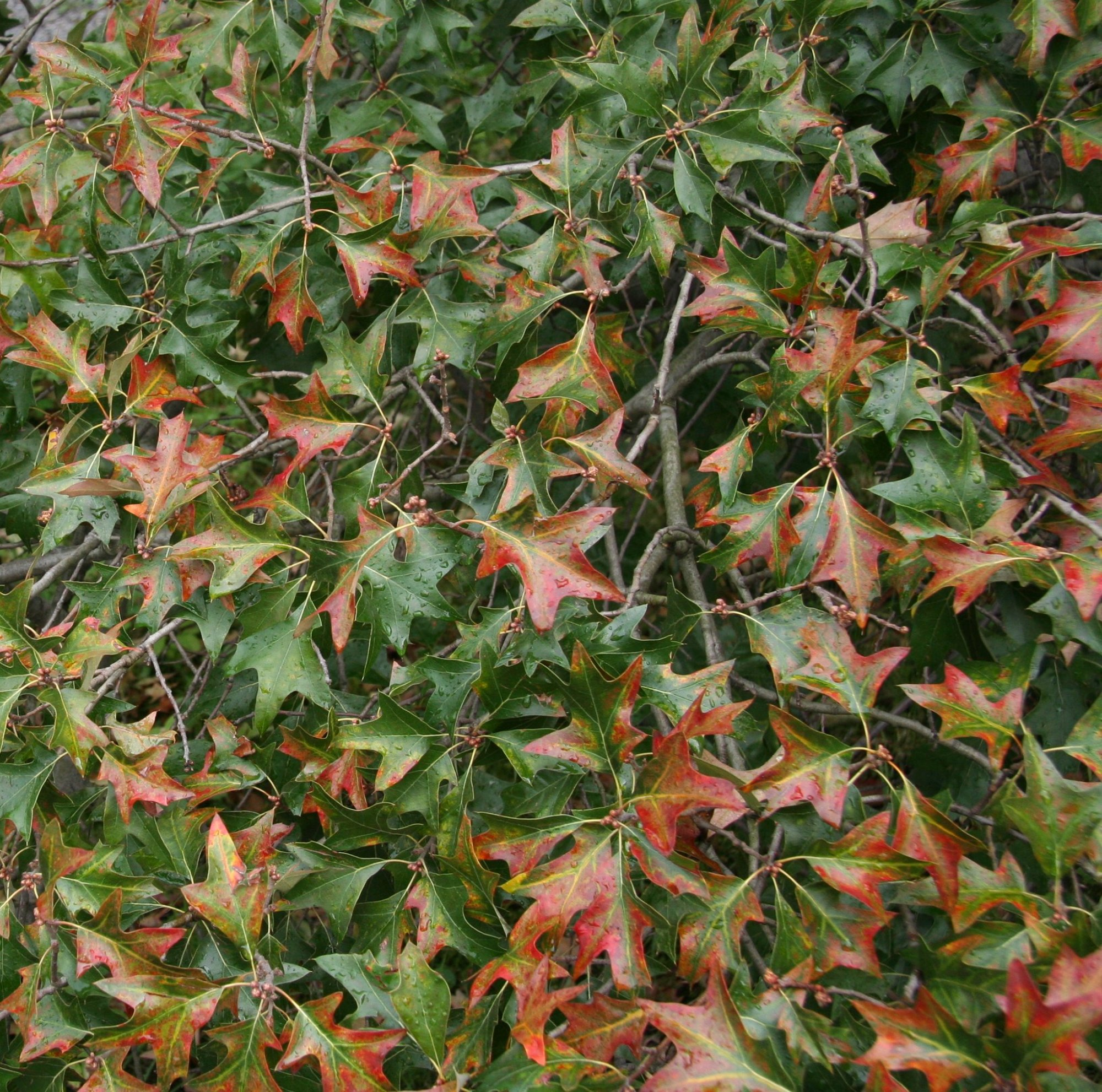
Dub cesmínolistý

## Záměny
Pozor na záměnu jmen s dubem cesmínovitým (Quercus ilex). Tento dub pochází ze Středomoří a v našich podmínkách mimo jižní Moravu není mrazuvzdorný.

## Význam
Dub cesmínolistý je v Česku poměrně zřídka pěstován jako okrasná a parková dřevina. Je uváděn z Dendrologické zahrady v Průhonicích a Arboreta Žampach. Do Evropy byl zaveden v roce 1800. Je řazen do teplotní zóny USDA 5 a je tedy v běžných středoevropských podmínkách plně mrazuvzdorný. Kultivar 'Nana' má nízký vzrůst a drobné, jen 2 až 4 cm dlouhé listy.